# 赤いペガサス
『赤いペガサス』（あかいペガサス）は、村上もとかが1977年から1979年にかけて『週刊少年サンデー』（小学館）に連載した漫画。本記事では、村上が原作のみを担当した続編の『赤いペガサスII 翔』についても記す。

## 赤いペガサス

### 概要
当時、日本においてはマイナーな存在だったF1グランプリを描いた先駆的な作品である。時期尚早でブームを呼ぶまでには至らなかったが、F1の世界を世間に認識させたといえる。主人公の駆るSV01以外は、忠実に当時のF1の世界のマシンと人物を描いていた。レースコースによるメカニカルなモディファイ、ドライバーのテクニックの綾なども実際のものと同じ、チームスタッフさえ実在の人物が登場という内容で、F1ばかりか、レースの世界を広く世に紹介した。

### あらすじ
ケン・アカバ（赤馬研）は日系英国人のF1レーサーである。彼の血液は世界でも珍しいボンベイ・ブラッドという型で、緊急時には同じ血液を持つ妹ユキの輸血を受ける必要があることから、2人は常に行動を共にし、単なる兄妹以上の親密な絆で結ばれていた。
F1サーカスにおけるケン・アカバの活躍を、当時の実在のレーサー（マリオ・アンドレッティ、ニキ・ラウダ、ジェームス・ハント等）、マシン（タイレル6輪、JPSのロータス等）と絡ませながら描く。

#### 実話が元になったエピソード
南アフリカグランプリ
ケンが黒人マーシャルをはねて死なせてしまうエピソードは、シャドウのトム・プライスがリタイアした他車の処理のためにコースを横断したマーシャルをはねマーシャルは即死、プライス自身もマーシャルが持っていた消火器の直撃を受け死亡という同年に実際に起こった死亡事故が元になっている。
アメリカ西グランプリ
ケンが取り残されたロックを助けようとしたが叶わずロックが死亡してしまうエピソードは、1973年オランダグランプリで発生したロジャー・ウィリアムソンがクラッシュ、同僚のデビッド・パーレイが駆けつけるも如何ともし難く焼死してしまう事故が元になっている。
モナコグランプリ
ケンとジョディー・シェクターのバトル中に発生したマシン海中転落エピソードであるが、1976年までに2度発生している。

### 登場人物
ケン・アカバ
日系英国人のレーサー。ボンベイ・ブラッドという特殊な血液型を持つ。GTカーのレース中に観客を巻き込む死亡事故を起こし、それが原因でレーサーを引退しその後はF1ロータスチームのメカニックをしていた。SVE（サンダーボルト・エンジニアリング）チームがF1参戦時にメカニックとしてスカウトされたがオーナーである会田氏に口説かれレース復帰を決意する。
時に不遜に、大胆不敵にマシンを操り、レースを戦い抜く。当初、ケンの言動に対しSVEメカニックが不満を持っていたが、シーズンが進むにつれてそれはなくなっていった。
ユキ・アカバ
ケンの妹。ケンと同じくボンベイ・ブラッドの貴重な保有者。母親と同居していたが、母親の死去により父親とケンの元に身を寄せる。ケンのレース復帰には反対だったが結局同意する。ケンが事故で大量輸血が必要な時は率先し献血する上に常にレース転戦先で採血し非常時用の血液保存を行う。
作中では市販されていないはずのフェラーリのコンセプトカーであるフェラーリ308GTレインボーを所有している。
ロック・ベアード
アメリカ人F1ドライバー。当初SVEチームのエースドライバーとして前年のエンサインより加入。開幕戦アルゼンチングランプリでは予選落ちを喫し、ブラジルグランプリでは改良を施したマシンが間に合わず不参加。生まれ故郷の市街地コースを舞台にしたアメリカグランプリで事故を起こし死亡。この事故はケンのその後のレーサー人生に大きな影を落とす。
ペペ・ラセール
ロック・ベアードの後任としてSVEチームに加入した、19歳の若き天才レーサー。F1デビュー時はあまりにも強引なドライビングで他のレーサーから叱責されるが、後に優勝するほど腕を上げる。ユキのハートを掴むが、カナダグランプリのクラッシュで頭部を強打し死亡。
キャンディ・ウッドロング
映画女優を目指す娘。食うに困りモナコで無銭飲食事件を起こすもケンに助けられ、モナコグランプリ中SVEチームに身を寄せる。ケンに惚れ結婚まで夢見たが、結局チームから離れ、陰ながら応援する道へと回る。ケンにとっては「勝利の女神」であった。
運動神経が良く格闘アクションが得意で、自分より大柄な男3人を喧嘩でたちまちノシてしまうほど。
会田
SVEチームオーナー。自身もレーサーであったが、レース中の事故により現在は車イスでの生活。
ボブ・大友
SVEチーム チーフエンジニア。トムにはブーちゃんと呼ばれている。
トム・カサハラ
SVEチーム チーフデザイナー。SVEチームのマシンの設計・整備の責任者。1日に8回歯を磨く癖がある。SVEチームは1年間で009/01/01改/11と4度も新車を投入しているが、その内01改と11はトムの設計であることが明記されている。モナコグランプリの際の01改デビュー記者会見で、記者に「（01改が）ロータスと似ている」と言われ、「あっち（ロータス）がこっちを真似たんだ！」と豪語し、翌日の新聞各紙で槍玉に挙げられていた。モデルは当時、村上もとかのアシスタントをしていたトム笠原（笠原俊夫）。
小原源三
SVEチーム エンジン・メカニック。ボブやトムとは古くからの友人。
菊池安彦
SVEチーム ボディー・メカニック。主人公のケンを嫌っている。ベアードの存命中はベアードのマシンを担当し、彼の死後しばらく姿を見せなかったが、ペペ参入と共にペペのマシンを担当するようになる。
石川一郎
SVEチーム サスペンション・メカニック。ユキ・アカバに恋心を抱いていたが、意を決して告白するも、ふられる。
バートン
SVEチームメインスポンサーBIRTON社社長。ロック、ペペをSVEチームに紹介する。幼少から面倒を見ていたロックびいきでケンを嫌っており、追い出しを図る。
カール・モンティ
イギリス人ドライバー。ワールドチャンピオン5回、優勝89回を誇る偉大なレーシングドライバー。アルゼンチングランプリの予選中、高速コーナーでリアの片輪を半分ダートに落とした際にマシンが大スピン、空中爆発をおこして炎上し死亡。作品中ではロータス78のカーナンバー5であったため、その後アンドレッティに替わったと思われる。

#### 作品中に登場する実在のF1レーサー
以下の人名、チーム名は作品当時の記述に基づいており、現在の記述と異なる場合がある。
マリオ・アンドレッティ　チーム：JPS・ロータス
作品中の1シーズンを通じ、ケンとワールドチャンピオン争いを繰り広げる。
F1による公道血液輸送リレーの際、ジェームス・ハントのマクラーレンフォードに乗り、空港から病院へ向かい疾走するが、公道での走行速度があまりに低速のためF1にとって過酷な条件となりエンジンストール。しかし、その後も血液を抱え走ってでも届けようとした。
ロニー・ピーターソン　チーム：エルフ・タイレル
F1による公道血液輸送リレーの際、アンドレッティの乗るマクラーレンフォードのエンジンストールを予見し、病院に近いサーキット側から予想されるコースを逆走し、路上を疾走するアンドレッティから血液を受け取った。ケンはあまり人付き合いをしない、気難しい性格であったが、ロニー・ピーターソンとはモナコグランプリ前にテニスを楽しむ場面が描かれている。
ジェームス・ハント　チーム：マルボロ・マクラーレン
F1による公道血液輸送リレーの際、アンドレッティが自分の車両を使用して公道を走ることをほとんど即決で了承し、数日後の予選でマシンセッティングに苦しみながらも、ケンに走行時間を分けてくれるよう交渉しようとしたスタッフを叱責するプロフェッショナルなレーサーとして描かれている。
ニキ・ラウダ　チーム：フェラーリ
ベアードが死亡した際の事故で、ケンが炎上するマシンからベアードを救出できなかったことを叱責された際、自らの事故の事を引き合いに出し、炎上するマシンに突進したケンの勇気を称えた。また、SV01改のデビューレースであるモナコグランプリではゴールラインを超える寸前迄0.1秒単位のバトルを演じる。
ジョディー・シェクター　チーム：ウルフ
アパルトヘイト政策真っ只中の南アフリカグランプリにおいて、黒人のコースマーシャルのジミーと気さくに話す場面が描かれている。
エマーソン・フィッティパルディ　チーム：コパスカー
当時所属していたコパスカーチームのマシンの戦闘力が低く苦戦していたが、カナダグランプリのスタート時にマシンを壊し最後尾スタートしたケンと共闘し、チームロータスのドライバーとしてワールドチャンピオンに君臨した実績と、その真骨頂はテクニックでもレース運びでもなく、わずかな隙間にも躊躇することなく突っ込んでゆく気概であることを示す。
リカルド・パトレーゼ　チーム：シャドウ
後にF1レース最多出走を記録したレーサーも、1977年当時の、決勝レース初出走の新進気鋭のレーサーとして描かれている。
グンナー・ニルソン　チーム：JPS・ロータス
ロータスチームのセカンドドライバー。雨のベルギーグランプリでケンと競り合い、F1初優勝を果たす。29歳の若さで癌のため急逝したニルソンへ、村上が追悼の意を込めて、1977年日本グランプリのみ出走した赤いインペリアルカラーのロータス・78での優勝劇となった。
ジョン・ワトソン　チーム：マルティーニ・ブラバム
モナコグランプリ予選でケンとポールポジションを争う。決勝では黄旗区間におけるルールの盲点を利用してケンを追い抜く抜け目のなさを見せている。
ヴィットリオ・ブランビラ　チーム：サーティース
モンツァ・ゴリラの愛称で親しまれるイタリアの人気者。雨のレースで滅法速いことが知られている。
カルロス・ロイテマン　チーム：フェラーリ
アルゼンチンの鷹と呼ばれる。
ジャック・ラフィー　チーム：ジタン・リジェ
当時、英国の名門コスワースの手によるフォードDFV以外のエンジンで参戦していたのは、イタリアのフェラーリと、ターボエンジンを搭載していたルノー、アルファロメオの水平対向12気筒エンジンを搭載したブラバム、そしてマトラのV型12気筒エンジンを搭載するこのリジェのみである。マトラのエンジン音は一際かん高く、カナダグランプリではそのエンジン音を利用してぺぺに罠を仕掛け、フライングをさせている。独特のエキゾーストノートとともに調子に乗れば天才肌の速さを見せるドライバーとして観客を沸かせた。
パトリック・タンベイ
カナダグランプリの予選中、ペペのコイン投げでパトレーゼとともに賭けに負けていた。
高橋国光
シーズン最終戦の日本グランプリで、ペペ亡きあとのSVEチームのセカンドドライバーとしてスポット参戦する設定となっている。
また、ケンとの会話で、ケンの父親（日系1世?）が2輪レーサー時代の国光に憧れ、ケンにレースを始めさせたと語るシーンがある。
星野一義
史実どおりシーズン最終戦の日本グランプリに、国産F1であるKE009でスポット参戦する。
ポール・フレール
ドライバーとしてル・マン24時間レースの優勝経験もあるジャーナリスト。キャラミでテスト中のケンに死の影を感じ、レースの引退を勧告する。

### その他
1978年にポピー（現：バンダイボーイズトイ事業部）からポピニカレーベルでSV01改が発売され、当時はアニメ化も検討されたが、ポピニカを残したままアニメ化が実現されなかった。ガレージキット以外では2020年にはグッドスマイルカンパニーから1/43　SV01改後期型#31が発売されている。

## 赤いペガサスII 翔

### 概要（II）
1987年からのフジテレビによるテレビ中継に端を発するF1ブームに合わせて村上もとか原作、千葉潔和作画で『週刊少年サンデー』1988年46号から1989年42号まで連載された。ペペとユキの息子の翔を主人公に、1988年シーズンの後半を描く。

### 登場人物（II）
ショウ・アカバ
ソアーズ・フォードの新人ドライバー。ぺぺとユキの間に産まれ、1979年のイギリスグランプリで事故死した父親代わりの伯父ケン（物語の時代にはケンは既に死去している）に憧れレースの道に進む。母同様ボンベイ・ブラッドの持ち主。ペガサスキックという多角形コーナーリングを駆使しトップドライバーと渡り合う。
ロス・ジョルジュ
ソアーズ・フォードのドライバー。16年間で145回出走し10回の優勝のベテラン。当初はショウとは対立していたが和解する。
アンディ
ソアーズ・フォードの監督。
オスカー
ソアーズ・フォードのデザイナー。
マリア・クライン
動物を専門とするカメラマン。ボンベイ・ブラッドの持ち主でケニアで猛獣に襲われ大怪我をした際にショウの保存血液により命を救われる。

#### 作品中に登場する実在の人物（II）
シドニー・ワトキンス
F1専属医師団のトップ。
アイルトン・セナ

アラン・プロスト

ナイジェル・マンセル